# 娜迪亚·布朗热
朱丽叶·娜迪亚·布朗热（法語：Juliette Nadia Boulanger，發音：[ʒyljɛt nadja bulɑ̃ʒe] ⓘ；1887年9月16日—1979年10月22日），法国音乐教育家、作曲家、指挥家。
她出生于巴黎的一个音乐世家，奶奶瑪麗·茱莉是音樂家，爺爺弗雷德里克是大提琴演奏者，而其父親恩斯特·布朗熱是罗马大奖得主，其母親萊莎·穆歇茲卡亞是俄国公主，其妹妹莉莉·布朗热也是著名作曲家。她本人曾从事过作曲，其清唱劇《美人鱼》曾获罗马大奖第二名。但她主要作为一位杰出的音乐教师著称，她从1907年开始执教，许多20世纪著名的音乐家都出自她的门下，其中包括了从辟斯顿到菲利普·格拉斯的几代美国作曲家，为美国20世纪的古典音乐发展做出了很大的贡献。她的学生中除了大量正统的古典音乐作曲家外，还有跨界的阿根廷探戈音乐大师皮亞佐拉。此外她还致力于对蒙台威尔第、舒茲等早期音乐作曲家的研究。